# نادي هبوعيل أم الفحم
هَپُوعِيل أُمّ الفحم (بالعبرية: הפועל אום אל-פחם) هو نادي كرة قدم عربي إسرائيلي تابع لمدينة أم الفحم. أسسه المفتش «أحمد صادق جبارين» وفي عام 1963 قام بتسجيله في مكاتب الاتحاد العام لكرة القدم الإسرائيلي.
لعب نادي هپوعيل أم الفحم بالأساس بالدرجات الأولى والثانية حتى نهاية موسم 2007/2008 حيث ترقى للقطرية وهي الدوري الثالث في إسرائيل، كذلك وصل إلى الدورة التاسعة من مباريات الكأس، لكنه لم يسمتر بسبب الديون التي حلت على الإدارة وقد تفكك.
من أشهر وأهم مُباريات النادي كانت في موسم 2007/2008 حيث كانت ضد نادي مكابي نتانيا بمباراة كأس إسرائيل في دوري الدرجة العُليا، حيث انتهت المُباراة مع الوقت الإضافي بنتيجة (3:3) وفي الضربات الترجيحية خسر نادي هپوعيل أم الفحم بنتيجة (3:1).
بعد تفكك النادي افتتح جمهور هپوعيل أم الفحم نادي آخر جديد باسم «الأخوّة أم الفحم» من عام 2011 وحتى 2012 وقد صعد إلى الدرجة الثانية الشمالية «ب»، وفي العام الذي تلاه كان من بين الفرق الأولى الخمس التي دخلت الاختبارات للارتقاء للدرجة الأولى، وقد خسر أمام نادي «مكابي إكسال» بالنتيجة (2:1). في موسم 2013/2014 قبل الاتحاد العام لكرة القدم قبول طلب تغيير اسم النادي ليعود مجددًا تحت اسم «هپوعيل أم الفحم».

## وصلات خارجيّة
- Hapoel Umm al-Fahm Israel Football Association (بالعبرية)
- Hapoel Umm al-Fahm (2009) Israel Football Association (بالعبرية)